# 塞舌蛙科
塞舌蛙科（学名：Sooglossidae）是两栖纲无尾目的一科，分布于塞舌尔群岛与印度。之前该科分为纳塞蛙属与塞舌蛙属，不过在2006年的修订之后，纳塞蛙属成为了塞舌蛙属下的一个异名。同时，新近发现的西高止山鼻蛙原先被列为一个单型科（紫蛙科，Nasikabatrachidae），现在则被列在塞舌蛙科之下。
该科的物种都是相对较小的陆栖蛙类，长约4厘米，隐藏在落叶下或岩石缝隙中。在新蛙亚目中它们较特殊，因为它们的抱合方式采用的是古老的腹股沟式。它们会将卵产在湿地而非水中。其中一个物种没有蝌蚪形态，其他的则将蝌蚪携带在背上直至它们变态。
该科没有化石记录。它们的祖先自大约1亿年塞舌尔群岛从印度分离后开始分化。

## 分类
- 塞舌蛙属（Sechellophryne）
  - 加德纳蛙（Sechellophryne gardineri）
  - 塞舌棕榈蛙（Sechellophryne pipilodryas）
- 锄足蛙属（Sooglossus）
  - 塞舌蛙（Sooglossus sechellensis）
  - 托马塞蛙（Sooglossus thomasseti）
- 紫蛙属（Nasikabatrachus）
  - 西高止山鼻蛙(紫蛙)（Nasikabatrachus sahyadrensis）